# 김상철 (프로게이머)
김상철(1987년 9월 21일 ~ )은 대한민국의 전직 스타크래프트 II 프로게이머이다. 프로게임단 지도자로도 활동했다. 현역 시절에는 Ensnare라는 아이디를 사용했으며, 종족은 테란이었다.

## 선수 시절
스타크래프트 II 프로게이머 시절 oGs 소속으로 활동하였다. 이후 oGs 팀이 해체되었으며 본인도 학업에 집중하기 위해 은퇴했다.

## 지도자 생활
2013년 7월, 진에어 그린윙스의 코치로 부임했다.
2014년 9월, LMQ의 코치로 부임했다.
2016시즌을 앞두고 로열 네버 기브업의 코치로 부임했다.
2017시즌을 앞두고 피닉스1의 코치로 부임했다.
2018시즌을 앞두고 진에어 그린윙스의 코치로 부임했다.
2019시즌을 앞두고 SK텔레콤 T1의 코치로 부임했다.
2020시즌을 앞두고 인빅투스 게이밍의 감독으로 부임했다.

## 주요 대회 성적

### 선수 성적
- 브레인박스, 스타2 베타 게임대회 4위
- 스타크래프트 II 베타 커뮤니티 대회 준우승 <와이고수 팀>
- Nios 팬배 XPT 토너먼트 준우승
- 사자TV배 스타2 타이탄컨테스트 대회 우승
- 2010 TG-Intel 스타크래프트 II OPEN Season 1 4강
- 2010 소니 에릭슨 스타크래프트 II OPEN Season 2 16강
- 2011 소니 에릭슨 글로벌 스타크래프트 II 리그 Jan. Code S 32강
- 2011 인텔 글로벌 스타크래프트 II 리그 Mar. Code S 16강
- 2011 LG 시네마 3D, 인텔코리아 글로벌 스타크래프트 II 리그 May Code S 32강
- 2011 LG 시네마 3D, 인텔코리아 슈퍼 토너먼트 64강
- 2011 PEPSI 글로벌 스타크래프트 II 리그 July Code S 16강
- 2011 PEPSI 글로벌 스타크래프트 II 리그 Aug. Code S 32강
- 2011 소니 에릭슨 글로벌 스타크래프트 II 리그 Oct. Code S 32강
- 2011 소니 에릭슨 글로벌 스타크래프트 II 리그 Nov. Code S 32강

### 코치 성적

#### 로얄 네버 기브 업
- 2016 LPL 스프링 우승
- 2016 LPL 서머 준우승
- 리그 오브 레전드 월드 챔피언십 2016 8강